# Heteropteryginae
Heteropteryginae – podrodzina owadów z rzędu straszyków i rodziny Hetropterygidae.
Heteropteryginae stanowią najmłodszą z podrodzin Heteropterygidae, a ich monofiletyzm znajduje silne wsparcie w danych morfologicznych i molekularnych. Tworzą z Obriminae klad siostrzany dla Dataminae. Obejmują 18 gatunków zgrupowanych w dwa siostrzane rodzaje: Haaniella i Heteropteryx.

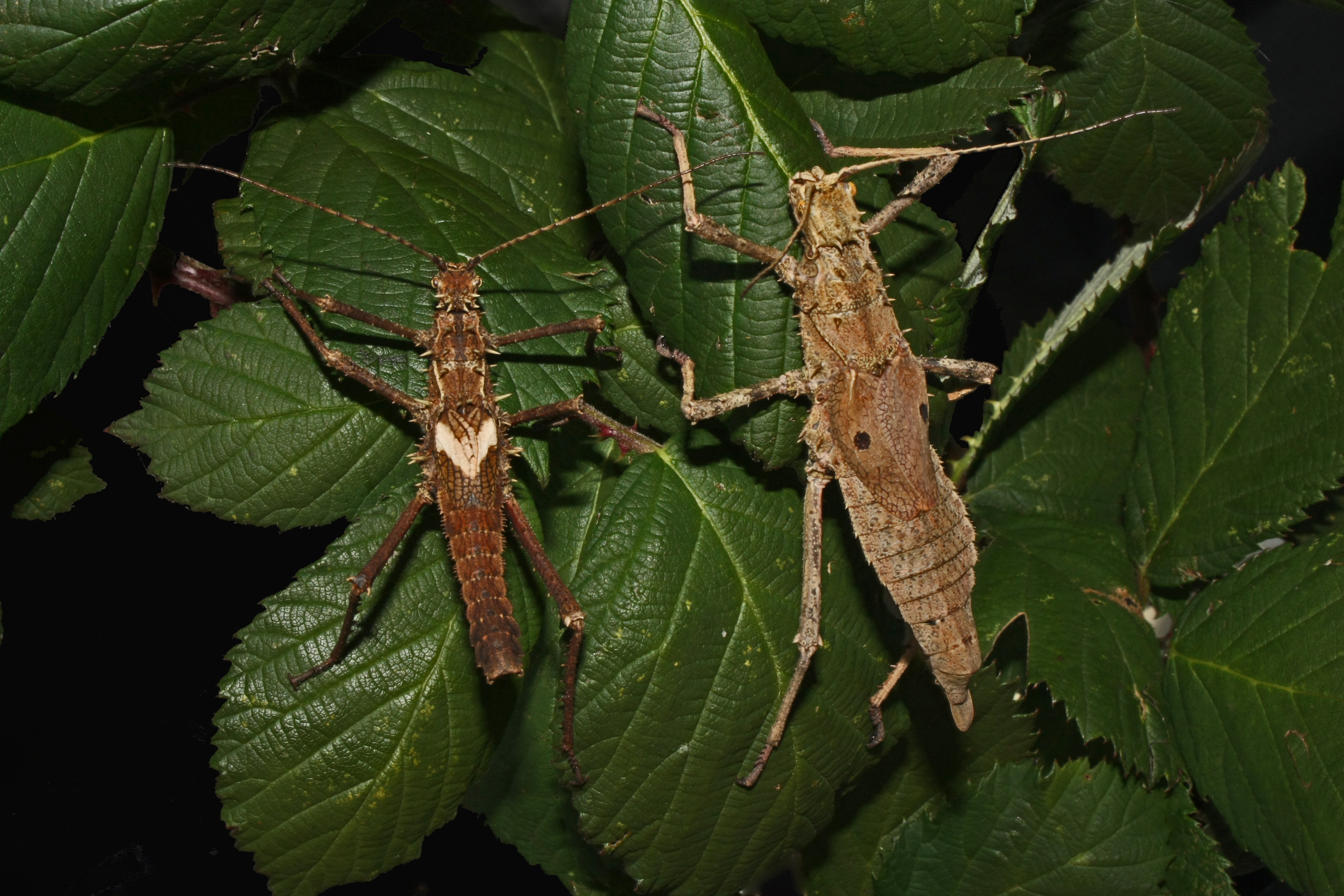
Parka Haaniella scabra – samiec po lewej

Są to duże straszyki, osiągające do 166 mm długości ciała i masę dochodzącą do 60 g. Ich ciała są pokryte licznymi kolcami. Mają długie czułki, dłuższe niż przednie odnóża. Pola zmysłowe na przedpiersiu zanikły u nich wtórnie, natomiast obecne jest pole zmysłowe pośrodku profurcasternum. Przednia para odnóży ma stosunkowo proste uda. Wszystkie golenie mają w częściach końcowych (area apicalis) kolce środkowo-wierzchołkowe. Obie płcie są uskrzydlone, ale w większości krótkoskrzydłe. Tylko samce 5 gatunków mają skrzydła w pełni rozwinięte. U gatunków krótkoskrzydłych w nasadowych częściach skrzydeł drugiej pary znajdują się narządy strydulacyjne. Dymorfizm płciowy przejawia się u samców mniejszymi rozmiarami, smuklejszym ciałem i często jego silniejszym uzbrojeniem w kolce. 

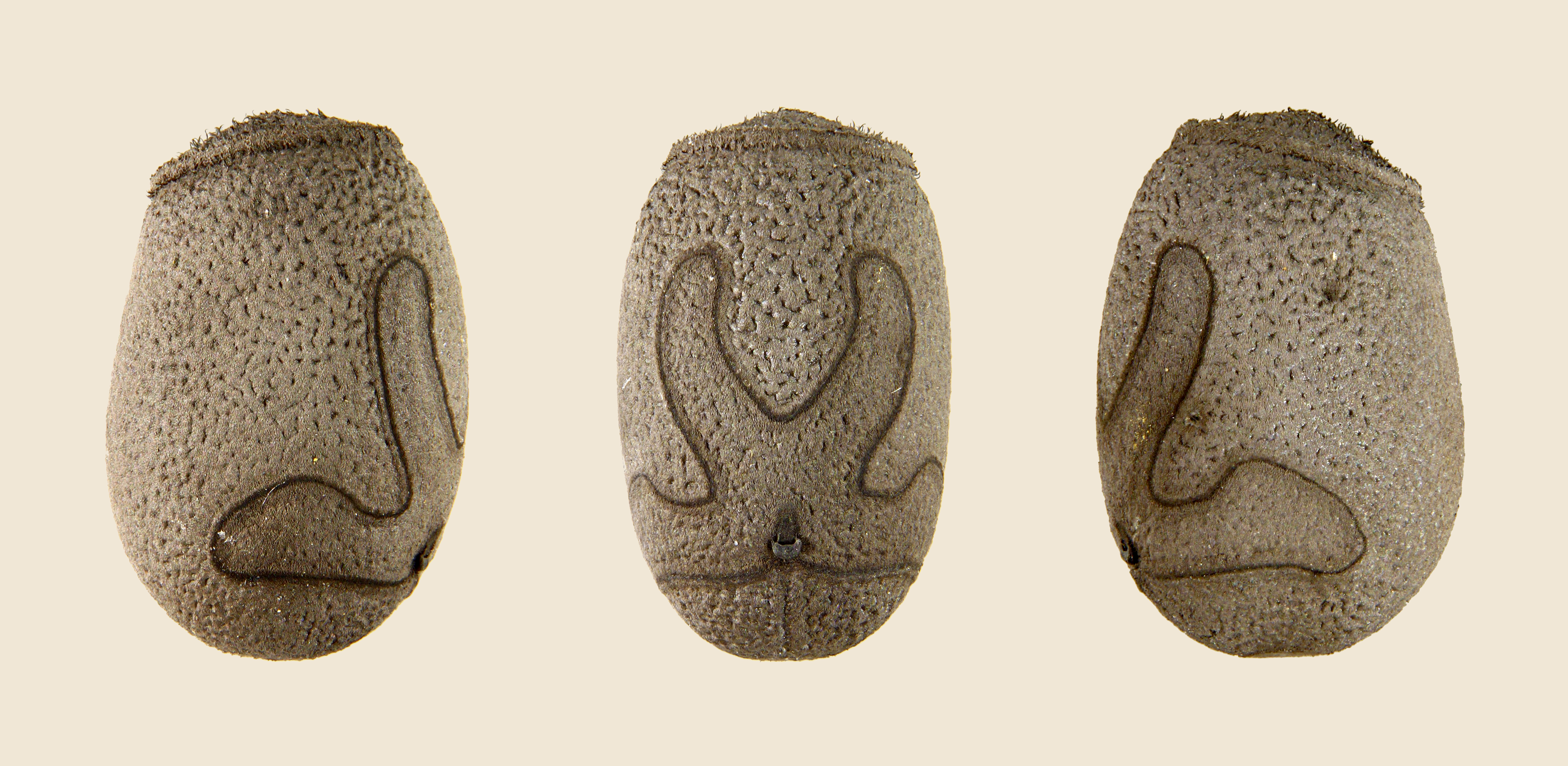
Jajo Heteropteryx z widoczną X-kształtną płytką mikropilową

Samice składają jaja w podłożu, zwykle pojedynczo, za pomocą dziobiastego pokładełka utworzonego przez wydłużony epiprokt i płytkę subgenitalną. Jaja osiągają rozmiary 12 mm i masę 0,3 g, będąc największymi i najcięższymi wśród straszyków. Charakterystyczna jest dla nich czteropłatkowa, zwykle X-kształtna płytka mikropilowa oraz brak linii środkowej.
Owady te występują w Azji Południowo-Wschodniej. Zamieszkują południowy Wietnam, Półwysep Malajski i większą część Archipelagu Malajskiego. Najwięcej (9) gatunków występuje na Sumatrze.